# Cutanda
Cutanda es una localidad española perteneciente al municipio de Calamocha, en el Jiloca, provincia de Teruel, Aragón. Está situada a 1059 m s. n. m. y a una distancia de 83 km de Teruel. Su población en 2022 era de 45 habitantes (INE 2022)
Solo pasa un río cerca de este municipio en época de lluvias o cuando hay riadas (por lo general su cauce sirve de sendero), por lo tanto el cultivo de secano es su principal fuente de ingresos. Por este pueblo pasa la ruta del Cid.

## Historia

### Periodo musulmán
Cutanda aparece mencionada por geógrafos musulmanes como Al-Udri como una de las localidades en la cora de Zaragoza, famosa por ser el nacimiento del río Huerva, así como por cubrir un tramo de la ruta entre Zaragoza y Valencia.
Era la capital de un subdistrito rural o iqlim actuando como su Ḥiṣn o fortificación de referencia y sede de un cadí. Las lindes de este distrito con los vecinos como Belchite o Cella es discutida. Sí parece claro que dependía directamente de Zaragoza, que devendría en taifa, y no de otros centros secundarios como Calatayud o Albarracín, aunque a veces es citada en relación con la vecina Daroca. Tanto la analogía con otros iqlim como los trabajos arqueológicos en Cutanda sugieren que funcionaría como centro recaudatorio de una comunidad agrícola a lo largo del río Pancrudo.

### Batalla de Cutanda
Tras la conquista de Zaragoza (por parte de Alfonso I), los almorávides al mando de Ibrahim ibn Yusuf organizaron un gran ejército que frenara los avances de Alfonso I. La batalla favorable al rey aragonés (ayudado por Guillermo IX, duque de Aquitania e Imad al Dawla)), se dio el 17 de junio de 1120 en los campos de Cutanda. Así pudo el batallador consolidar sus conquistas, ocupando Calatayud, Daroca, alto Jalon y la orilla derecha del Ebro. En el siglo XIV aún se decía: “Peor fue que la de Cutanda”. La localidad se hizo igualmente conocida en fuentes islámicas por la batalla.
Los trabajos arqueológicos muestran una destrucción que se cree data de la conquista cristiana.

### Periodo cristiano
Tras la victoria de Alfonso I Cutanda fue asignada a varios tenentes. En 1128 consta como su tenente Ato Oreja, también gobernante de Ricla e importante señor en el valle del Jalón. La zona circundante probablemente mantuviera una estructura agraria bajo dominio cristiano muy similar a la que había tenido en época islámica, con ocupación de algunas nuevas zonas por parte de repobladores cristianos. Fue posteriormente de otros grandes magnates como Fortún Garcés Cajal, que gobernaba en Daroca, o Lope Sanz de Belchite.
En 1158 pasó a dominio del obispo de Zaragoza, que duró siglos. A diferencia de otros lugares de alrededor, la villa de Cutanda no formó parte de la Comunidad de aldeas de Daroca. 
El castillo fue atacado por los castellanos en 1445 durante la guerra que involucró a los infantes de Aragón.
Durante la primera guerra carlista, el castillo fue una de las bases de operación de las fuerzas liberales locales.
En 1971 pierde su independencia junto a otros 10 núcleos de población por su anexión al municipio de Calamocha.

## Demografía
| Gráfica de evolución demográfica de Cutanda entre 1842 y 1970 |
| |
| Población de derecho según los censos de población del INE Población de hecho según los censos de población del INEEntre el censo de 1981 y el anterior, este municipio desaparece porque se integra en el municipio 44050 (Calamocha) |

## Patrimonio
El castillo se derruyó después de la segunda guerra carlista. Sus ruinas yacen sobre un otero próximo al pueblo y se reducen a un muro de 12 metros de longitud y 2 de espesor, recubierto de sillería, en cuya cara interna conserva restos de una bóveda de crucería, y sería la capilla o una sala, al parecer, de buena arquitectura. Andrés y Valero cita obras realizadas en 1243, 1500 y 1554, éstas, según el manuscrito de Espés, se referían a terminar aposentos, escalera, chimenea, etc. Los arzobispos lo destinaban a cárcel y depósito de cobros. Sería pues, una de las muchas obras que acometió el arzobispo Hernando de Aragón.

## Personas notables
- Tomás Guitarte, diputado en el Congreso de los Diputados por la formación Teruel Existe.